# Bertha Zoltán
Bertha Zoltán (Szentes, 1955. június 4. –) József Attila-díjas magyar irodalomtörténész, könyvtáros, egyetemi tanár, kritikus. 1990 és 1994 között országgyűlési képviselő.

## Életpályája
Bertha Zoltán és Murvai Erzsébet gyermekeként született.
Sárospatakon érettségizett. 1973-1978 között a Kossuth Lajos Tudományegyetem magyar-angol szakos hallgatója volt. 1982-ben bölcsészdoktori címet szerzett. 1994-ben PhD fokozatot kapott. 2008-ban habilitált a Debreceni Egyetemen.
1978-1986 között a Kossuth Lajos Tudományegyetem Bölcsészettudományi Karának Magyar Irodalomtörténeti Intézetének könyvtárosa, 1986-1990 között tudományos munkatársa volt. 1982-1987 között az Alföld Stúdió egyik vezetője volt. 1983-1986 között a Magyar Tudományos Akadémia aspiránsa volt. 1984-1988 között a József Attila Kör vezetőségi tagja volt. 1988-1989 között a Dolog és Szellem szerkesztőjeként dolgozott. 1990-1993 között a Holnap munkatársa volt. 1991-1993 között az Alföld szerkesztőjeként dolgozott. 1993-1995 között a Magyar Élet munkatársa volt. 1994 óta a Károli Gáspár Református Egyetem Modern Magyar Irodalmi tanszékén oktat. 2001-2004 között a Nemzeti Kulturális Alapprogram Szépirodalmi Szakmai Kollégiumának volt. 2002 óta a Magyar Írószövetség választmányi tagja. 2014 óta a Magyar Művészeti Akadémia levelező tagja. 2016 óta a Nemzeti Kulturális Alap Szépirodalmi Kollégiumának MMA által delegált tagja.
Kutatási területe a 20. századi, benne a határon túli, főként erdélyi magyar irodalom.

### Politikai pályafutása
Kezdeményezője és aktív szervezője volt a demokratikus ellenzéki mozgalomnak. 1988-ban a Magyar Demokrata Fórum tagja volt. 1988-1991 között a Szabad Demokraták Szövetségének tagja, a debreceni szervezet szóvívője volt. 1988-1989 között az országos tanács tagja volt. 1990-1994 között országgyűlési képviselő volt (Hajdú-Bihar megye; 1990-1991: SZDSZ, 1991-1994: Független). 1992-1994 között az emberi jogi, kisebbségi és vallásügyi bizottság tagja volt.

## Magánélete
1985-ben házasságot kötött Hajdú Csillával. Egy fiuk született; Zoltán (1986).

## Művei
- A hetvenes évek romániai magyar irodalma (tanulmány, Görömbei Andrással, 1983)
- A romániai magyar irodalom válogatott bibliográfiája 1971-1980 (Görömbei Andrással, 1983)
- A szellem jelzőfényei (tanulmányok, 1988)
- Bálint Tibor (monográfia, 1990)
- Gond és mű. Tanulmányok az erdélyi magyar irodalom köréből (tanulmányok, 1994)
- Arcvonalban. A közélet színterein 1980-1994 (1994)
- Sütő András (monográfia, 1995)
- Sorstükör (tanulmányok, 2001)
- Sorsbeszéd (irodalmi tanulmányok, 2003)
- Cselekvő irodalom. Írások a hatvanéves Görömbei András tiszteletére; szerk. Bertha Zoltán, Ekler Andrea; magánkiadás, Bp., 2005
- "Világképteremtő enciklopédizmus". Tanulmányok Németh Lászlóról (tanulmányok, 2005)
- Sorsjelző. Tanulmányok, esszék, kritikák; Felsőmagyarország, Miskolc, 2006 (Vízjel)
- Erdélyiség és modernség (tanulmányok, 2006)
- Fekete-piros versek költője – Kányádi Sándor (2007)
- Sorsmetszetek; Kortárs, Bp., 2012 (Kortárs tanulmány); ISBN 978-963-9985-21-6
- "Székely Homérosz". Tanulmányok Tamási Áronról; Kairosz, Bp., 2012
- Erdély felé. Esszék, tanulmányok, vallomások; Cédrus Művészeti Alapítvány–Napkút, Bp., 2012 (Kútfő bibliotéka); ISBN 978-963-263-254-4
- Erdély felől; Lucidus, Bp., 2013 (Kisebbségkutatás könyvek)
- Nemzet a csillagokban; Lucidus, Bp., 2016 (Kisebbségkutatás könyvek)

## Díjai, kitüntetései
- a Művészeti Alap fiatal kritikusi ösztöndíja (1983)
- a József Attila Kör belső ösztöndíja (1987)
- Móricz Zsigmond-ösztöndíj (1989)
- Kölcsey-díj (1996)
- Széchenyi professzor ösztöndíj (2000-2003)
- Petőfi Sándor Sajtószabadság-díj (2002)
- Tamási Áron-díj (2003)
- József Attila-díj (2004)
- Fehér Mária Emlékdíj (2007)
- Arany János-díj (2014)
- A Magyar Érdemrend tisztikeresztje (2015)[6]
- A Magyar Művészeti Akadémia Írói Díja (2017)